# Hadrodactylus confusus
Hadrodactylus confusus là một loài tò vò trong họ Ichneumonidae.